# Джоханнсон, Джим
Джим Джоханнсон (англ. Jim Johannson; 10 марта 1964, Рочестер, Миннесота — 21 января 2018, Колорадо-Спрингс, Колорадо) — американский хоккеист (центральный нападающий); генеральный менеджер сборной США по хоккею.

Сын хоккеиста Кена Джоханнсона, участника двух чемпионатов мира (1962, 1966) в составе сборной США; брат хоккеиста Джона Джоханнсона.
В 1982—1986 годах выступал в первенстве NCAA за команду Висконсинского университета в Мадисоне, чемпион NCAA 1983 года. Сезон 1986/87 провёл во 2-м по значимости дивизионе ФРГ в составе клуба «Ландсберг». По ходу сезона 1987/88 присоединился к команде Интернациональной хоккейной лиги (ИХЛ) «Солт-Лейк Голден Иглз», где выступал до лета 1989 года. Затем играл за два других клуба ИХЛ — «Индианаполис Айс» (1989/90 — 1991/92) и «Милуоки Эдмиралс» (1992/93 — 1993/94), после чего завершил игровую карьеру. Двукратный обладатель Кубка Тернера (1988, 1990); в 1991 году удостоен индивидуальной награды ИХЛ «Железному человеку» (Ironman Award).
В составе сборных США выступал на молодёжных первенствах мира (1983, 1984), Олимпийских играх (1988, 1992), чемпионате мира (1992).
В Федерации хоккея США работал с 2000 года; с 2003 года — старший директор по хоккейным операциям, с 2007 года — заместитель исполнительного директора по хоккейным операциям; занимал менеджерские должности в сборных США по хоккею на многих взрослых и молодёжных чемпионатах мира, на Олимпийских играх 2014 года и на Кубке мира 2016 года. Должен был отправиться на Олимпийские игры 2018 года в Пхёнчхане в должности генерального менеджера хоккейной сборной США.
Джоханнсон скончался на 54-м году жизни во сне в воскресенье утром.